# 2015年4月

## 4月1日
- 美軍兩架F/A-18黃蜂式戰鬥攻擊機因機械因素緊急降落台南機場[1]。
- 巴勒斯坦正式加入國際刑事法院[2]。
- 香港政府決定不再對亞洲電視續發免費電視牌照，並對香港電視娛樂發放12年免費電視牌照[3]。

## 4月2日
- 伊朗與其他6個世界性大國就伊朗核問題達成初步的框架協議[4]。
- 加里薩大學遭青年黨槍手襲擊，至少147人喪生[5]。
- Google宣布，即日起不再承認中國互聯網絡信息中心所頒發的電子證書，意即未來使用chrome浏览器浏览使用其证书的網站，用戶會收到該網站不安全的警告。[6][7]
- 百歲傳奇導演馬龍·德奧·利維拉辭世，葡萄牙全國降半旗誌哀[8][9][10]。
- 泰国王室成员诗琳通公主迎来了60大寿，人们穿紫色衬衫为公主庆生。[11]

## 4月3日
- 中共中央政治局原常委、中央政法委原書記周永康，被控涉嫌受賄、濫用職權、故意洩露國家秘密（周永康案），今日由天津市檢察院第一分院向天津市第一中級人民法院提起公訴[12][13]。

## 4月4日
- 繼Google之後，Mozilla也宣布，即日起不再承認中國互聯網絡信息中心所頒發的電子證書。谷歌Chrome浏览器拥有最多的用户量，达到约50％的份额；微软IE浏览器用户量约达18％；而Mozilla火狐浏览器也达到了16.9％[14]。
- 2015年4月4日月食今日發生[15]。

娱乐
- 英国之声第四季落下帷幕，苏格兰消防员史蒂夫·麦克罗利（Steve McCrorie）夺冠[16]。

## 4月5日
- 經過兩年的維護與升級，大型強子對撞機又重新啟動，預計今年夏天將會進行13TeV質子質子碰撞實驗，探索未知領域，例如，尋找暗物質、分析希格斯機制、研究夸克-膠子等離子體等等[17]。

- 伊斯蘭國控制敘利亞境內的雅爾矛克難民營大部分區域後，約有兩千人撤離。[18]

## 4月7日
- 越南共產黨中央委員會總書記阮富仲應中共中央總書記習近平邀請，抵達中國進行正式訪問，紀念中越建交65周年。[19]

## 4月9日
- 美國總統贝拉克·奥巴马在牙買加演說時稱，中國不可在南中國海以大欺小，美國對此關注。前一日美國國務院已表示對中國在南中國海填海造地的軍事化工程感到憂慮，不過中國的外交部發言人華春瑩則表示，美國沒有權力指責別人。[20][21]

## 4月10日

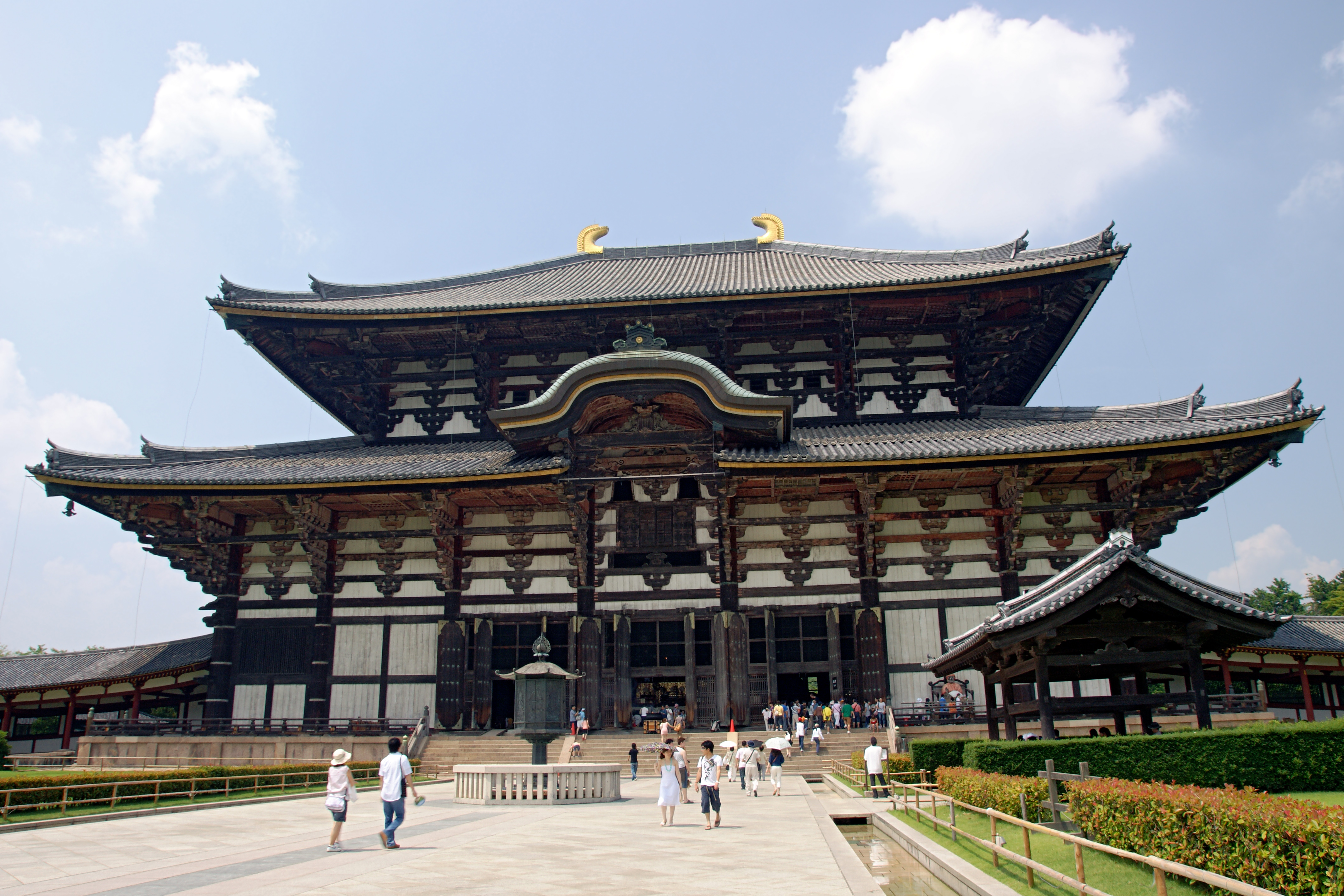
日本東大寺大佛殿（金堂）

- 日本國寶东大寺近日發現建築物、佛像等處都有遭人潑灑油液的痕跡，據NHK調查發現，至少有6府縣的24家寺院、神社的古蹟也相同遭殃。[22]

## 4月11日
- 尼日利亞舉行地方選舉，選出29個州的州長及36個州的州議會議員。[23]

## 4月13日

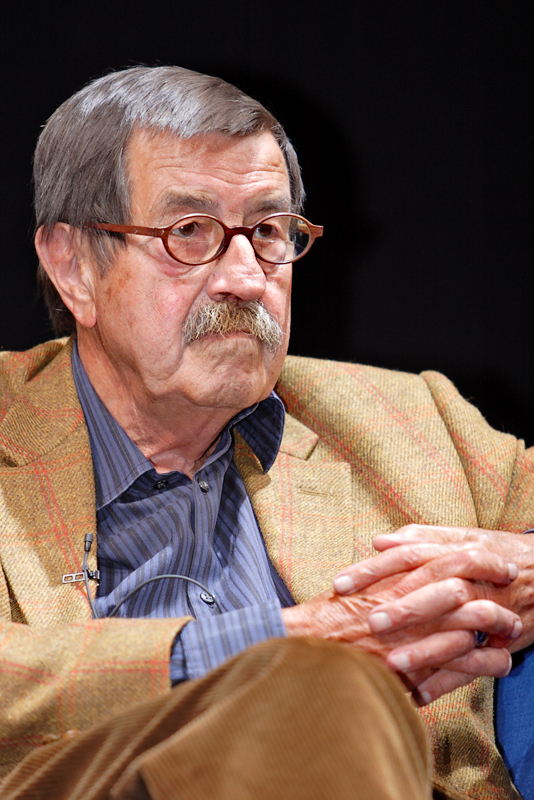

- 1999年諾貝爾文學獎得主、德國作家君特·格拉斯逝世于吕贝克。[24]
- 苏丹共和国總統和議會選舉開始投票。[25]
- 一艘從利比亞出發的偷渡船在地中海翻沉，恐怕船上多達400人罹難，意大利當局救起大約140人。生還者表示出事前由於看見搜救船，太多人走到船的一邊觀望，導致船隻失平衡翻側。[26]

## 4月14日
- 因發表誹謗韓國總統朴槿惠的新聞而被韓國首爾中央地方檢察廳控告的日本產經新聞前首爾分社社長加藤達也，經過禁止出境8個月後，獲得取消延長禁令返回日本。[27]

## 4月15日
- 歐洲議會通過決議，把第一次世界大戰期間土耳其屠殺亞美尼亞人的事件稱為「種族滅絕」。歐洲議會在1987年也通過相同決議。[28]
- 2016年中華民國總統選舉：民主進步黨中央執行委員會正式提名黨主席蔡英文參選2016中華民國總統。[29]

## 4月16日
- 曾效力美國隊的前美式橄欖球運動員亞倫·埃爾南德斯（英语：Aaron Hernandez）在法院被判一級謀殺罪罪名成立，判處終身監禁，不得保釋。[30]
- 意大利警方拘捕15名乘船到意大利的穆斯林偷渡者，指控他們在船上把12名基督教徒偷渡者拋進地中海溺斃。[31]
- 日本各府縣警方已經以違反《文化財保護法》、《器物損壞》及《建造物損壞》的嫌疑展開日本寺院迭遭潑油事件調查，正對監控錄像進行分析，並對液體進行鑑定。[32]

## 4月17日
- 中國資深記者高瑜因「為境外非法提供國家秘密罪」被判七年徒刑，這是她第三次被捕獲刑[33]。
- 臺灣美國無線電公司污染事件：臺北地方法院一審宣判RCA、法商湯姆笙公司（法语：Technicolor (entreprise française)）、百慕達湯姆公司等需賠償受害者及家屬新臺幣5.6億元[34]。
- 伊拉克前萨达姆·侯赛因政权“二号人物”伊扎特·易卜拉欣·杜里（阿拉伯語：عزة إبراهيم الدوري），曾任伊拉克复兴党副书记和革命指挥委员会（英语：Revolutionary Command Council (Iraq)）副主席，在伊拉克政府军发动的军事行动中被炸死。[35]

## 4月19日
- 2015年芬蘭國會選舉進行投票。[36]
- 一艘載有超過800名偷渡者的漁船在地中海兰佩杜萨岛以南海域與一艘貨櫃船碰撞後翻沉，恐怕有多達800人罹難，只有28人獲救。[37][38]
- 伊拉克政府軍自伊斯蘭國手中奪回薩拉赫丁省拜伊吉煉油廠的大部分廠區，已扭轉占領局部廠區的情勢。[39]
- 都靈裹屍布在意大利都灵主教座堂公開展出直至6月24日。參觀需預約，至今已有100萬人預約。對上一次公開展出是2010年。[40]

## 4月22日
- 在停火不到一天後，沙特阿拉伯率領下的聯軍恢復對葉門的空襲行動[41]，美國駐葉門大使已證實此事[42]。
- 南韓政府宣佈，將打撈事故沉沒的世越号，預估花費12個月時間與1000億韓元[43]。
- 兩名奈及利亞軍方人士今聲稱已攻陷博科聖地的最後一個已知據點山姆畢沙森林（Sambisa Forest），象徵此一長達6年的叛亂畫下句點，不過軍方發言人還未有正式評論[44]。
- Google公司今日宣佈在美國試辦MVNO收費服務，目前名稱為Project Fi，象徵該公司也開始進入電信行業[45]。
- 教宗方濟各決定在今年9月訪問美國前，先「順道」訪問古巴[46]。
- 英國保守黨主席Grant Shapps被指控編輯自己的英語維基百科人物傳記條目，他刪除了對自己的負面記述[47]。
- 比利時今日紀念第二次伊普爾之戰的100周年。第一次世界大戰期間的1915年4月22日，在伊普尔發生了歷史上首次的使用毒氣軍事攻擊[48]。
- 国际刑警组织中国国家中心局向社会公布了一份列入国际刑警组织红色通缉令的名单，其详细列举了100位在逃通缉犯，多数涉嫌贪污、受贿或挪用公款等罪名。[49][50]

## 4月23日

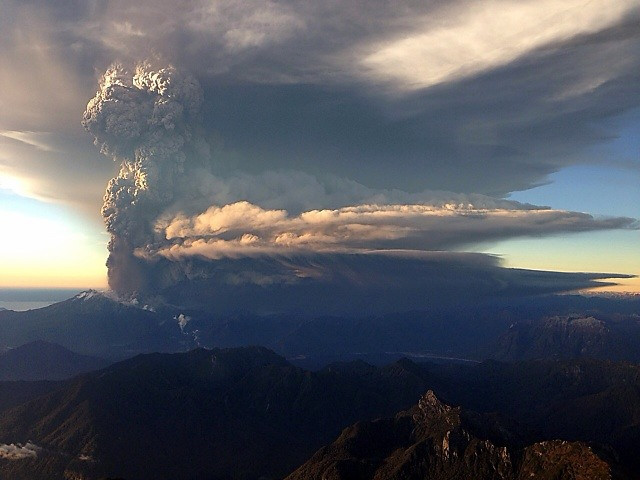
卡爾布科火山，2015年4月22日

- 波多黎各政府開發銀行（英语：Puerto Rico Government Development Bank）提出警告，因財務危機，波多黎各政府即將停擺[51]。
- 因卡爾布科火山爆發，智利宣佈蘭奇胡亞省和奧克泰港鎮進入緊急狀態，上次爆發是在1972年[52]。
- 中國的核專家在一次與美方核專家的閉門會議中提出警告，朝鲜政府可能已經擁有20枚核彈頭，與足夠讓明年核武數量翻倍的武器級別鈾-235，比歷來美方的估計高出許多[53]。
- 一群偷渡者晚上在馬其頓中部沿火車路軌步行時被火車撞上，至少14人死亡。[54]

## 4月24日
- 中共中央台湾工作办公室发言人马晓光证实，中国国民党主席朱立伦和中国共产党中央委员会总书记习近平将在北京会面[55]。
- 俄羅斯總統普京和法國總統奧朗德于亞美尼亞種族大屠殺紀念日当天出席在亞美尼亞首都埃里溫舉行的亞美尼亞大屠殺100周年悼念儀式。[56]

## 4月25日
- 尼泊爾首都加德滿都西北50英里（80）處發生矩震級8.1級地震[57]。

## 4月27日
- 博科聖地正式宣佈更名為伊斯蘭國西非省（Islamic State West Africa Province，縮寫：ISWAP）[58]。

## 4月28日
- 美國馬里蘭州巴爾的摩發生的大規模暴動進入第3天，約有200人被逮捕；州長Larry Hogan宣佈該州進入緊急狀態，並徵調5000名國民警衛隊[59]。
- 中国科学院院士、著名化学家、2008年中华人民共和国国家最高科学技术奖得主徐光宪逝世，享年95岁。[60]

## 4月30日
- 中国外交部发言人证实在中朝边界的和龙市有三名中国公民遇害，这印证了此前韩国媒体的报道——朝鲜逃兵越境杀害三位中国人后逃逸。[61][62]